# Hugo von Flavigny
Hugo von Flavigny, lateinisch Hugo Flaviniacensis, französisch Hugues de Flavigny (* 1065 nahe Verdun, Frankreich; † nach 1111) war ein Benediktinermönch und Geschichtsschreiber des Mittelalters.
In der Abtei Saint-Vanne erzogen, musste er mit deren Konvent 1085 über die Bistums- und Reichsgrenze hinweg nach Saint-Bénigne zu Dijon fliehen. Seit 1096 war er Abt in Flavigny bei Autun, von wo er durch seine Gegner 1099/1100 verdrängt wurde. Er scheint sich der kaiserlichen Partei angeschlossen zu haben, jedenfalls erhielt er um 1111 eine Abtei in Verdun. Danach verliert sich seine Spur.
Hugo von Flavigny schrieb unter anderem eine von Christi Geburt bis zum Jahre 1102 reichende Weltchronik (das Chronicon Virdunense) welche besonders die Kirchengeschichte im Bistum Verdun und die Auseinandersetzung zwischen Kaiser Heinrich IV. und Papst Gregor VII. anhand von dessen Briefen ausführlich behandelt. Hugos eigene Handschrift ist erhalten; nach dieser hat Georg Heinrich Pertz 1848 die Chronik herausgegeben (Monumenta Germaniae Historica, Scriptores, Bd. 8, S. 288–502). Die Ausgabe gilt allerdings als fehlerhaft; Verbesserungen des Wortlautes und vor allem der Zitate finden sich in Lawos Monographie.

## Editionen
- Chronicon Hugonis, ed. G. H. Pertz (MGH. SS 8, 288–502)
- Die Chronik des Hugo von Flavigny, herausgegeben von G.H. Pertz in MGH SS 8 mit Besserungen von Mathias Lawo nach MGH Schriften 61